# Patrizio Benvenuti
Pour les articles homonymes, voir Benvenuti.
Don Patrizio Benvenuti, né en 1952 en Argentine, est un ecclésiastique de la Curie romaine de l'Église catholique, ordonné le 24 février 1979 à l'Archidiocèse de Gênes. Il a été arrêté par la police fiscale italienne le 10 février 2016, en lien avec une fraude de 30 millions d'euros.

## Formation
Sa vocation se déclare pendant sa première année d’études à l’Université, il s’installe à Rome et entame des études de philosophie et de théologie complétées par des études juridiques.
À la suite de son doctorat juridique « In utroque jure », il sera nommé à la fonction de « Défenseur du Lien et Promoteur de la Justice » au Tribunal Régional de Ligurie. À la demande du Saint-Siège, il sera affecté auprès du Tribunal d’Appel du Vicariat de Rome en qualité de Greffier Général.

## Activités caritatives
Il crée la Fondation Kepha onlus, à la faveur d'un héritage familial, en 1989 et la dédie au Cardinal Giuseppe Siri dont il fut très proche. 
La Fondation Kepha est une organisation de promotion humaine et sociale œuvrant en Italie et dans le domaine international. Elle est active dans le domaine social, éducatif et dans la préservation du patrimoine. 
A la cessation de sa présidence, l'article 12 des statuts de la Fondation prévoit que le président de droit est l’archevêque de Gênes ou un ecclésiastique désigné par celui-ci après avoir reçu l'avis du Saint-Siège.
En septembre 2023, il est arrêté à Madrid, transféré à Bolzano, emprisonné puis mis aux Arrêts domiciliaires.

## Aumônier en chef des forces armées italiennes
Dès le début de son sacerdoce, Don Patrizio Benvenuti accorde une attention particulière à la pastorale des jeunes en se chargeant de l’éducation spirituelle des forces armées italiennes d’abord auprès de l’Ecole des officiers du génie militaire et ensuite auprès de l’État Major de la Marine.
Don Patrizio Benvenuti est appelé auprès du Quartier Général des troupes de l’OTAN où il coordonne l’action d’assistance religieuse et humanitaire des chapelains œcuméniques des vingt-deux nations présentes sur le théâtre des opérations des Balkans ainsi que les relations entre les diverses composantes ethniques et religieuses de cette zone géographique.
Cette mission lui vaut la nomination au titre de Chevalier de l'Ordre du Mérite de la République italienne décerné par le président de la République italienne. Pour les mêmes motivations, le Ministère de la Défense de la République française lui a décerné la médaille de la Défense nationale, alors que la Croix Rouge du Kosovo lui a octroyé le titre de « Mirenjohje Merit » comme marque de gratitude et d’estime.